# Ngày Sở hữu trí tuệ thế giới
Ngày Sở hữu trí tuệ thế giới được cử hành vào ngày 26 tháng 4 hàng năm. Ngày này do Tổ chức Sở hữu Trí tuệ Thế giới (WIPO) thiết lập năm 2000 để "nâng cao nhận thức về cách mà bằng sáng chế, quyền tác giả, thương hiệu và thiết kế tác động đến cuộc sống hàng ngày" và "để biểu dương tính sáng tạo, sự đóng góp của những người sáng tạo và những người đổi mới vào việc phát triển các xã hội trên toàn cầu". Ngày 26 tháng 4 được chọn vì là ngày Công ước thiết lập Tổ chức Sở hữu Trí tuệ thế giới bắt đầu có hiệu lực trong năm 1970.

## Lịch sử
Tiếp theo tuyên bố ở Cuộc họp các nước thành viên của "Tổ chức Sở hữu trí tuệ thế giới" (WIPO) trong tháng 9 năm 1998, ngày 7.4.1999 Tổng Giám đốc Viện Sở hữu công nghiệp quốc gia Algérie (INAPI) đề xuất việc thể chế hóa một ngày quốc tế dành cho Sở hữu trí tuệ, với mục đích:
"[lập ra] một khuôn khổ để nhận thức và huy động rộng hơn, [mở ra] quyền đạt được phương diện quảng cáo sự đổi mới và [công nhận] những thành tựu của những người khởi xướng Sở hữu trí tuệ trên toàn thế giới".
Ngày 9.8.1999, phái đoàn Cộng hòa Nhân dân Trung Hoa trong "Tổ chức Sở hữu trí tuệ thế giới" đề nghị việc chấp thuận "Ngày Sở hữu trí tuệ thế giới":
"để thúc đẩy hơn nữa nhận thức về bảo hộ Sở hữu trí tuệ, mở rộng ảnh hưởng của việc bảo hộ Sở hữu trí tuệ trên toàn thế giới, đôn đốc các quốc gia công bố và phổ biến các luật và các quy định về bảo vệ Sở hữu trí tuệ, nâng cao nhận thức pháp lý của công chúng về quyền Sở hữu trí tuệ, khuyến khích các hoạt động phát minh-đổi mới ở các nước khác nhau và tăng cường giao lưu quốc tế trong lĩnh vực Sở hữu trí tuệ".
Tháng 10 năm 1999, Đại hội của "Tổ chức Sở hữu trí tuệ thế giới" đã chấp thuận việc tuyên bố lấy một ngày đặc biệt làm"Ngày Sở hữu trí tuệ thế giới".

## Các chủ đề
Mỗi năm, có một thông điệp hoặc một chủ đề liên quan tới ngày này:
- 2001 - Tạo ra Tương lai từ hôm nay
- 2002 - Khuyến khích tính Sáng tạo
- 2003 - Hãy làm cho Sở hữu trí tuệ thành việc kinh doanh của bạn
- 2004 - Khuyến khích tính Sáng tạo
- 2005 - Suy nghĩ, Hình dung, Sáng tạo
- 2006 - Bắt đầu bằng một Ý tưởng
- 2007 - Khuyến khích tính Sáng tạo
- 2008 - Biểu dương sự đổi mới và thúc đẩy sự tôn trọng Sở hữu trí tuệ[5]
- 2009 - Sự đổi mới xanh[6]
- 2010 - Sự đổi mới - Sự kết nối thế giới[7]
- 2011 - Thiết kế Tương lai[8]
- 2012 - Tôn vinh các nhà sáng tạo có tầm nhìn xa[9]
- 2013 - Sáng tạo: thế hệ tiếp theo[10]
- 2014 - Điện ảnh: Niềm đam mê toàn cầu[11]
- 2015 – Hãy nổi lên, hãy đứng dậy. Vì âm nhạc. (Get Up, Stand Up. For Music).[12]
- 2016 – Sáng tạo kỹ thuật số: Tái hiện lại văn hóa  (Digital Creativity: Culture Reimagined)[13]
- 2017 - Đổi mới sáng tạo - Cải thiện cuộc sống (Innovation - Improving Lives).
- 2018 - Tiếp sức cho những thay đổi - Phụ nữ với hoạt động đổi mới sáng tạo (Powering change: Women in innovation and creativity).
- 2019 - Vươn tới giải vàng: Sở hữu trí tuệ và Thể thao (Reach for Gold: IP and Sports).

- 2020 - Đổi mới sáng tạo vì một tương lai xanh
- 2021 - Doanh nghiệp nhỏ và vừa với sở hữu trí tuệ: Mang ý tưởng của bạn đến với thị trường
- 2022 - Sở hữu trí tuệ và Thế hệ trẻ: Đổi mới sáng tạo vì một tương lai tốt đẹp hơn
- 2023 - Phụ nữ với Sở hữu trí tuệ - Thúc đẩy đổi mới sáng tạo
- 2024 - Sở hữu trí tuệ và các mục tiêu phát triển bền vững: Xây dựng tương lai chung bằng đổi mới và sáng tạo[14]